# Гогосов Володимир Антонович
Володимир Антонович Гогосов (20 грудня 1900, місто Мцхета Тифліської губернії, тепер Грузія — 5 березня 1970, місто Москва, тепер Російська Федерація) — радянський партійний діяч, заступник голови Ради міністрів Казахської РСР, голова Ярославського і Кемеровського облвиконкомів. Кандидат економічних наук (26.06.1969). Депутат Верховної ради Казахської РСР 4-го скликання. Депутат Верховної Ради СРСР 2-го скликання.

## Біографія
У 1918—1920 роках служив у Червоній армії, учасник Громадянської війни в Росії.
У 1920—1922 роках — вчитель; завідувач економіко-правового відділу Тимошенського повітового комітету комсомолу (РКСМ) Кубано-Чорноморської області.
У 1922—1924 роках — у Червоній армії.
У 1924—1927 роках — культпрацівник санаторію, викладач школи, інструктор виконавчого комітету Севастопольської районної ради Кримської АРСР.
У 1927—1929 роках — викладач школи, голова Спілки працівників освіти, інструктор районного комітету ВКП(б).
Член ВКП(б) з 1928 року.
У 1929—1932 роках — студент Новочеркаського авіаційного інституту.
У 1932—1933 роках — інженер Державного інституту з проєктування авіаційних заводів у Москві.
У 1933—1936 роках — старший майстер ливарного цеху авіаційного заводу № 26 імені Павлова. У 1934—1936 роках стажувався на авіаційних підприємствах США та Франції.
У 1936—1939 роках — директор Рибінського авіаційного інституту Ярославської області.
У 1939—1940 роках — заступник голови виконавчого комітету Ярославської обласної ради депутатів трудящих.
У 1940 — лютому 1943 року — голова виконавчого комітету Ярославської обласної ради депутатів трудящих.
26 січня 1943 — 10 січня 1948 року — голова виконавчого комітету Кемеровської обласної ради депутатів трудящих.
У листопаді 1947 — 1951 року — інспектор ЦК ВКП(б). 
У 1951—1955 роках — заступник голови Державної штатної комісії при Раді міністрів СРСР; начальник штатного управління Міністерства фінансів РРФСР; уповноважений ЦК КПРС з організації зернових радгоспів у Казахській РСР.
У 1955—1957 роках — заступник голови Ради міністрів Казахської РСР — голова Державного планового комітету Ради міністрів Казахської РСР.
У 1957—1959 роках — заступник голови Державного науково-технічного комітету Ради міністрів Казахської РСР.
У 1959—1970 роках працював викладачем Вищої партійної школи при ЦК КПРС у Москві, старшим науковим співробітником науково-дослідного інституту Державного планового комітету РМ СРСР. У 1969 році захистив кандидатську дисертацію «Планування науково-технічного прогресу в народному господарстві СРСР».
Помер 5 березня 1970 року в Москві. Похований на Ваганьковському цвинтарі.

## Нагороди
- орден Вітчизняної війни І ст. (13.09.1945)
- орден Трудового Червоного Прапора (31.03.1945)
- медалі